# Павић Обрадовић
Павић Обрадовић (Конџељ, 12. август 1953 — Београд, 2. новембар 2007) био је српски политичар и универзитетски наставник.

## Биографија
Дипломирао је на Правном факултету у Нишу 1977. године. Последипломске студије завршио је 1985. године на Факултету народне одбране Универзитета у Београду. Доктор правних наука постао је 1989. година када је на Правном факултету у Подгорици одбранио докторску дисертацију са темом „Оружје за масовно уништавање и међународно право“.
Као доцент је предавао на Машинском и Медицинском факултету Универзитета у Нишу. Као ванредни професор радио је на Факултету цивилне одбране у Београду. Аутор је једног универзитетског уџбеника и преко 70 научних и стручних радова.
У периоду 1990—1992. године био је потпредседник првог вишестраначког сазива Народне скупштине Републике Србије. Од првог дана био је члан Социјалистичке партије Србије, али због сукоба са Слободаном Милошевићем напушта ову странку 1992. године.
Од 1992. до 1997. био је ван политике. У тим годинама поред рада на факултету био је и један од директора у Фабрици дувана Ниш.
Априла 1997. године заједно са својим братом Вуком Обрадовићем и Душаном Јањићем оснива странку Социјалдемократија. У Социјалдемократији је био потпредседник странке и председник Извршног одбора.
У току коронографског прегледа на Војномедицинској академији 27. маја 2002. године, упао је у кому. После пет и по година коме преминуо је 2. новембра 2007. године.
Иза себе је оставио супругу Мирјану, кћерку Тину и сина Марка.